# Incahuasi (minas)
Incahuasi o Incaguasi son las antiguas minas de oro ubicadas en el norte de la provincia de Catamarca, Argentina.
Las minas de Incahuasi se ubican en el extremo sudoeste del Salar del Hombre Muerto, al noreste del departamento Antofagasta de la Sierra, en pleno sector de la Puna de Atacama correspondiente a la provincia de Catamarca. La mina y antiguo pueblo minero de Incahuasi se encuentra prácticamente a orillas de la ruta provincial (catamarqueña) RP 43 que unos 20 km al norte, ya en la provincia de Salta pasa a ser la ruta provincial (salteña) RP 17.
El lugar actualmente es un pequeño caserío o paraje poblado por unas pocas personas en una vega en medio de un desierto en donde crecen algunas plantas llamadas rica–rica. Tal caserío, existente desde el tiempo de los lickan antay fue llamado tras la invasión quechua (ca. 1480) con el nombre que hoy se le conoce, topónimo cuyo significado es "Casa del Inca" (huasi = casa), habiéndose perdido el nombre lickan antay original. La mina fue muy rica tanto durante el Tahuantinsuyu como –desde 1536– la colonia española quedando  vestigios de la pasada opulencia en las ruinas de las casas de los mineros, una especie de altar ceremonial que es llamado "La silla del inca" y una antigua capilla.

## Los cerros de Incahuasi

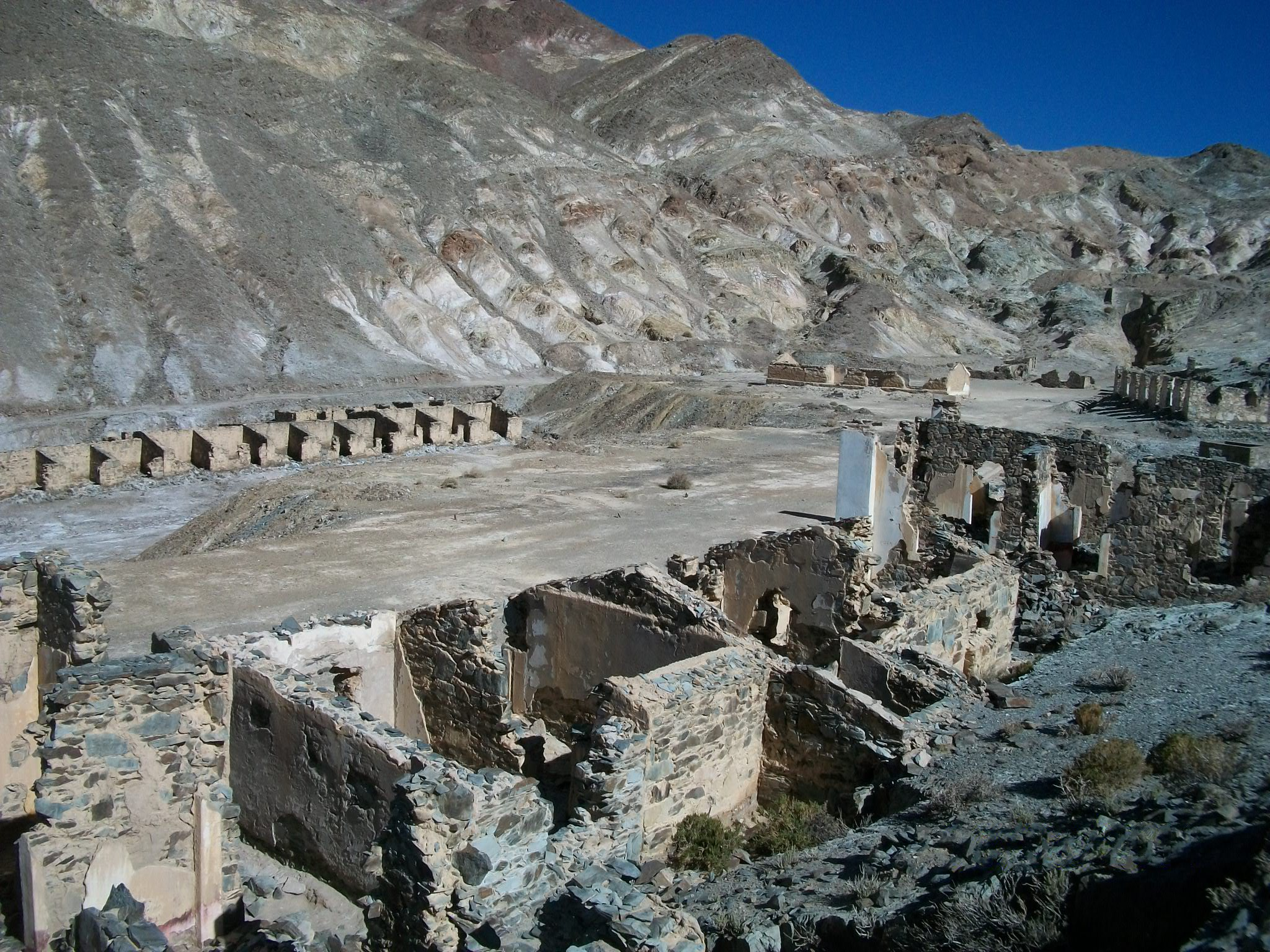
Ruinas de Incahuasi

Cabe destacar que a bastante distancia de esta antigua población, aunque también en la misma provincia de Catamarca existen dos elevados cerros llamados Incahuasi
- Incahuasi (volcán)

El más alto se encuentra en el oeste de la provincia de Catamarca, en el departamento Tinogasta, exactamente señalando el límite con la III Región de Atacama de Chile, este cerro es un volcán que se halla en el flanco sur de la zona del paso de San Francisco, con una altura de 6.638 m s. n. m. forma parte de la cordillera axial de los Andes
- Incahuasi (cerro, Argentina)

El otro cerro homónimo se encuentra en el extremo noreste de la citada provincia de Catamarca sirviendo cerca del límite con la provincia de Salta, el Cerro Incahuasi occidental posee una altura de 4.847 metros, señalando el linde oriental de la Puna de Atacama con los Valles Calchaquíes.
- Datos: Q5914837